# San Nicolás de los Garza
San Nicolás de los Garza oder nur San Nicolás ist eine Stadt und eine Gemeinde mit ca. 450.000 Einwohnern (municipio) im nordmexikanischen Bundesstaat Nuevo León. San Nicolás de los Garza gilt als Stadt mit dem höchsten Pro-Kopf-Einkommen in Mittelamerika.

## Lage und Klima
San Nicolás de los Garza liegt knapp 10 km (Fahrtstrecke) nördlich der Millionenstadt Monterrey auf 500 bis 700 m Höhe; die Gemeindefläche ist beinahe vollständig urbanisiert. Das Klima ist meist trocken und warm; Regen (ca. 495 mm/Jahr) fällt beinahe ausschließlich in den Monaten Mai bis Oktober.

## Bevölkerungsentwicklung
| Jahr      | 2000    | 2005    | 2010    |
| Einwohner | 496.878 | 476.761 | 443.273 |

Der leichte aber stetige Bevölkerungsrückgang beruht im Wesentlichen auf der zunehmenden Exklusivität der Stadt.

## Wirtschaft
Während der Ort zu Beginn des 20. Jahrhunderts von Fabriken geprägt war, hat er sich seit Beginn der 1970er Jahre zu einem gehobenen Wohngebiet entwickelt. In den 1980er Jahren wurden viele ehemalige Fabriken ins weiter nordöstlich gelegene Ciudad Apodaca und in andere Orte verlagert.

## Geschichte
Das nördlich an Monterrey angrenzende San Nicolás ist beinahe so alt wie die Großstadt, mit der es verwachsen ist und in deren Nachbarschaft es gedeihen konnte. Bereits wenige Monate nach der Gründung der Stadt Monterrey am 20. September 1596 erfolgte hier die erste urkundliche Erwähnung am 5. Februar 1597. Damals ließ Diego Díaz de Berlanga hier ein Landgut erbauen; der Name der Siedlung hieß Estancia Díaz de Berlanga. Nach seinem Tod ging das Landgut auf seine Frau Mariana über, die es im Jahr 1634 an Pedro de la Garza veräußerte; von nun an hieß es San Nicolás de los Garza, weil der hl. Nikolaus von Tolentino als Schutzheiliger der Siedlung auserkoren wurde. Anfang Januar 1830 erhielt die Siedlung den Gemeindestatus und mit Wirkung vom 12. Mai 1970 wurde ihr der Stadtstatus zuerkannt. 

## Bildung
San Nicolás de los Garza beherbergt den Hauptcampus Ciudad Universitaria der Universidad Autónoma de Nuevo León (UANL), der drittgrößten Universität Mexikos.

## Söhne und Töchter
- Miguel Ángel Espinoza Garza (* 1966), römisch-katholischer Geistlicher, Koadjutorbischof von La Paz en la Baja California Sur
- César Garza Miranda (* 1971), römisch-katholischer Ordensgeistlicher, Weihbischof in Monterrey
- Karen Luna (* 1998), Fußballspielerin
- Mateo Chávez (* 2004), Fußballspieler